# Francesco Giolfino

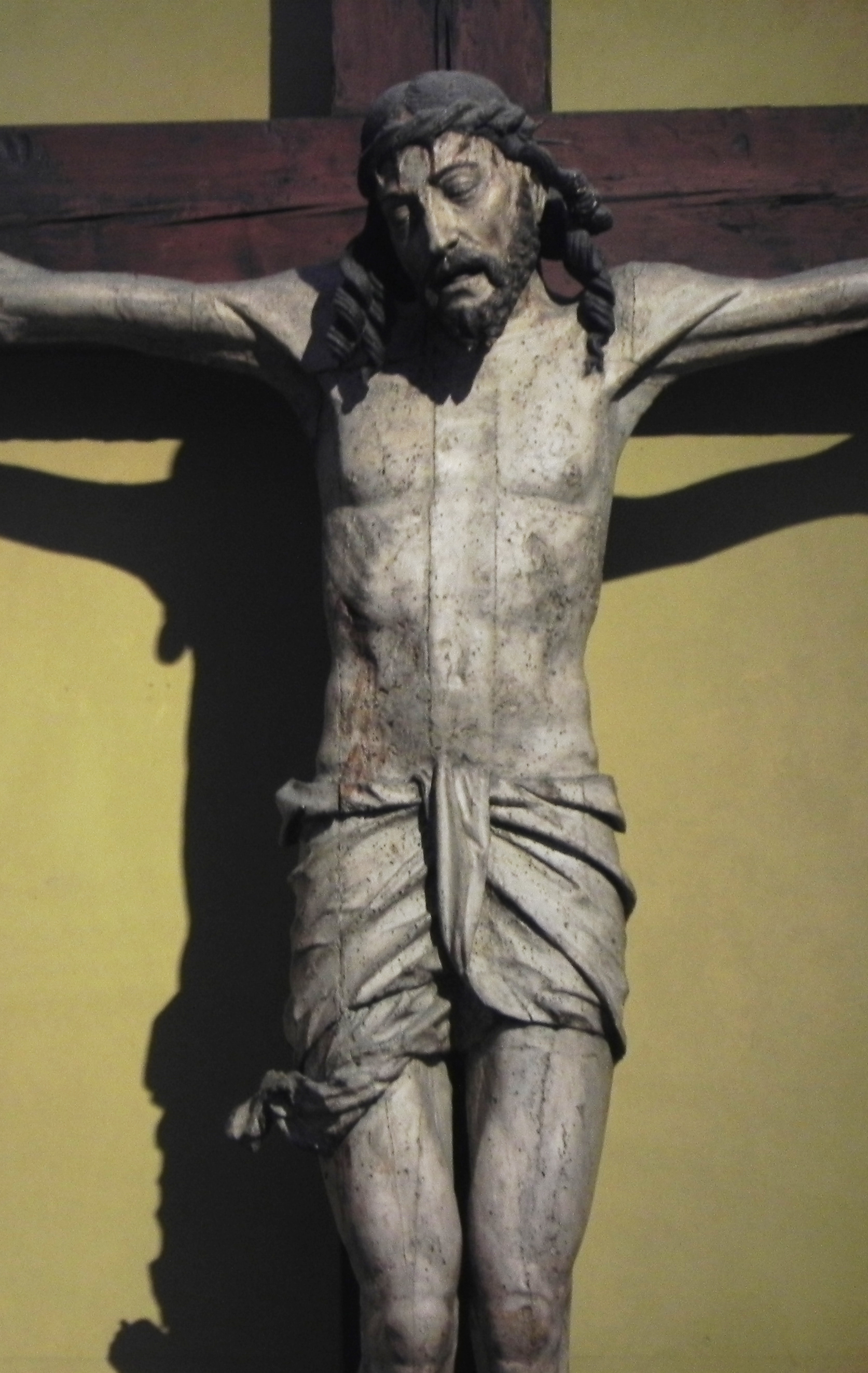
Dettaglio del Crocifisso conservato nel Duomo Nuovo di Brescia

Francesco Giolfino (Verona, fine XV secolo – prima metà XVI secolo) è stato uno scultore italiano.

## Biografia
Non sono noti documenti in grado di ricostruire la biografia dello scultore, del quale è nota l'attività solamente nei primi decenni del Cinquecento. Fu membro della famiglia Giolfino, valenti scultori e intagliatori del legno attivi a Verona e nel territorio per cinque generazioni tra il Quattrocento e il Seicento.
Si trasferì a Brescia aprendo una propria bottega nel centro della città, sviluppando qui la maggior parte della sua produzione.

## Stile
L'opera di Francesco Giolfino è poco documentata, essendo in gran parte perduta o difficile da identificare. Debitrice a Giovanni Zebellana, maestro nella patria veronese, e a Giovanni Teutonico, il Giolfino sembra superare gli eccessi drammatici ed espressionisti della scultura quattrocentesca per preferire, in linea anche con i nuovi stilemi introdotti dal Mantegna, ben presenti nel veronese, un più contenuto sentimento drammatico.
La sua opera dovette influenzare non poco le scuole d'intaglio locali, specialmente Maffeo Olivieri che presenterà spesso moduli espressivi già utilizzati dal Giolfino.

## Opere
- Crocifisso del Duomo nuovo, 1502, Brescia, Duomo nuovo
- Testa di san Giovanni Battista retta da due angeli, Berlino, Bode-Museum